# Florentino Ameghino (Misiones)
Florentino Ameghino é um município argentino da província de Misiones, situado dentro do departamento San Javier. Se situa em uma latitude de 27° 33' sul e em uma longitude de 55° 08' oeste.
O município conta com uma população de 1.979 habitantes, segundo o censo do ano 2001 (INDEC).